# Lithospermum incisum
Lithospermum incisum är en strävbladig växtart som beskrevs av Johann Georg Christian Lehmann. Lithospermum incisum ingår i släktet stenfrön, och familjen strävbladiga växter. Inga underarter finns listade i Catalogue of Life.

## Bildgalleri

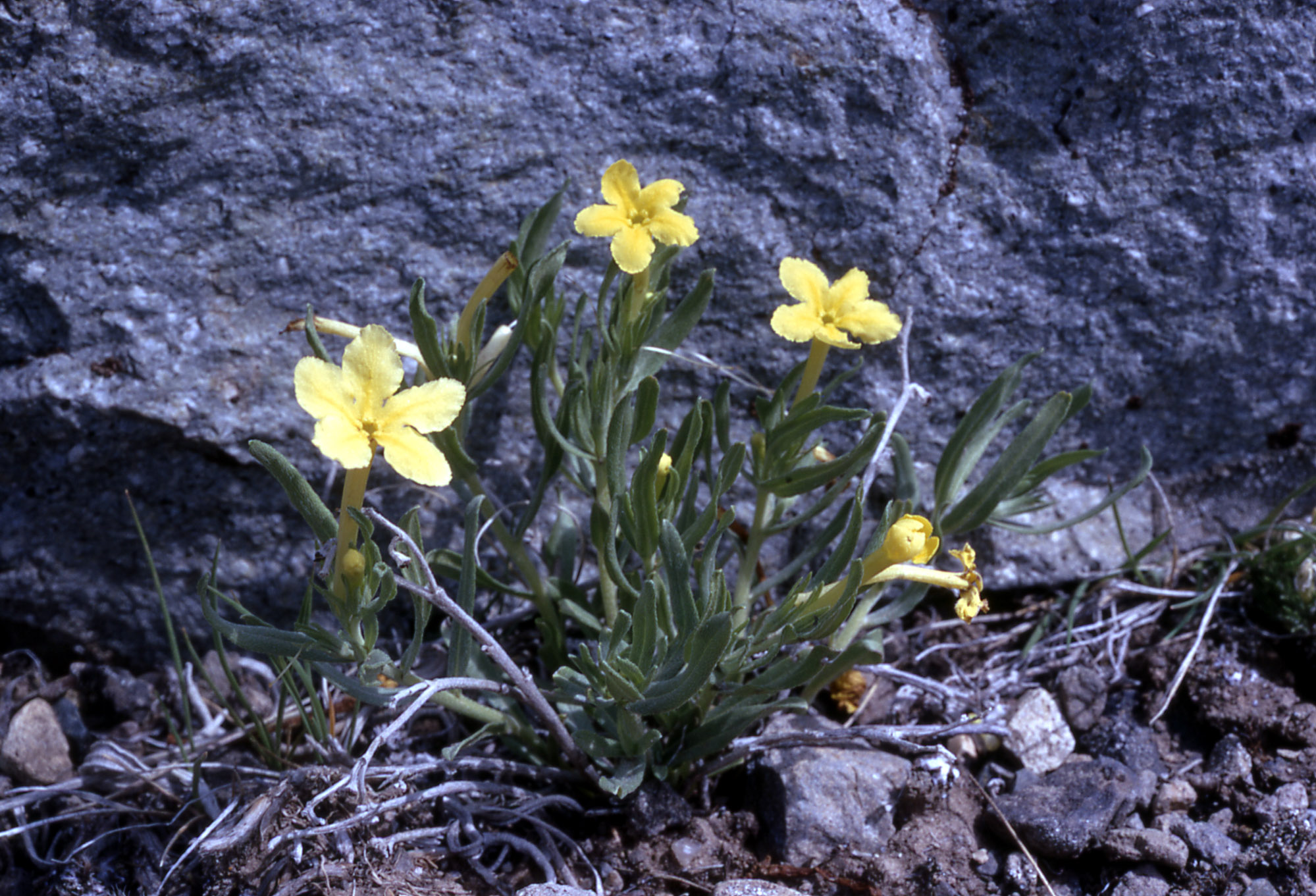